# Фернандес де Паленсия, Альфонсо
Альфонсо Фернандес де Паленсия (исп. Alfonso Fernández de Palencia; 1423, Паленсия — 1492, Севилья) — кастильский хронист, лексикограф и гуманист.

## Биография
Родившийся в семье конверсо, Фернандес де Паленсия получил образование во дворце епископа Бургосского Пабло де Санта Мария, бывшего раввина, обращённого в христианство святым Викентием Феррером. Там Альфонсо познакомился с сыном епископа Пабло, историком Альфонсо де Картахена. Затем Фернандес де Паленсия отправился в Италию, где поступил на службу к кардиналу Виссариону, при котором он оставался во Флоренции до 1453 года. Там он познакомился с Веспазиано да Бистиччи, потом занимался гуманитарными науками под руководством Георгия Трапезундского в Риме.
По возвращении в Испанию Альфонсо некоторое время жил в доме архиепископа Севильи Алонсо де Фонсека. Фернандес де Паленсия сменил Хуана де Мена на посту придворного историка и секретаря Энрике IV. В 1468 году он поддержал принца Астурийского, провозгласившего себя королём Альфонсо XII, а потом пытался предотвратить брак будущих католических королей, который был заключён в 1469 году. С вступлением на престол Изабеллы Паленсия потерял свой пост придворного историка.
Во время войны за кастильское наследство он служил Кастилии в качестве дипломата и участвовал в основании Святой Эрмандады в 1476 году, а также в организации подкреплений для обороны Гран-Канарии в 1479 году. Согласно его собственному утверждению, Фернандес де Паленсия утратил расположение королевы в 1480 году.

## Известные работы
Главным трудом Паленсии является написанная на латыни хроника «Gesta Hispaniensia ex annalibus suorum diebus colligentis», известная также под названием «Декады» (Décadas). Подобно одноимённому труду Тита Ливия, она разбита на декады и охватывает период с конца царствования Хуана II Кастильского до 1481 года. Всего в хронике 4 части, каждая из которых, кроме незаконченной четвёртой, состоит из десяти книг. Первые три книги были переведены на испанский Антонио Пас-и-Мелиа и изданы под названием «Crónica de Enrique IV» в 1904–08 годах. Четвёртая часть была опубликована только в 1971 году.
Другим важным трудом историка является «Anales de la Guerra de Granada» — хроника, описывающая Гранадскую войну от её начала до взятия Басы в 1489 году.
Паленсия также является автором поэмы «Batalla campal entre los perros y los lobos», первоначально написанной им на латыни. Также он является автором других поэтических произведений и словарей. Составленный им кастильско-латинский словарь утратил своё значение после появления аналогичной работы Антонио де Небриха. Паленсия оставил ряд переводов, в числе которых Сравнительные жизнеописания Плутарха и Иудейская война Иосифа Флавия.